# Huangbei, Xingning
Huangbei (kinesiska: 黄陂) är en köping i sydöstra Kina. Den ligger i Xingning i staden Meizhou i provinsen Guangdong, omkring 290 kilometer nordost om provinshuvudstaden Guangzhou. Antalet invånare är 59 462. Befolkningen består av 30 134 kvinnor och 29 328 män. Barn under 15 år utgör 19,0 %, vuxna 15-64 år 72 %, och äldre över 65 år 8,0 %.